# Karcinoid
Karcinoid, karcinoida tumörer eller neuroendokrina tumörer är långsamt växande hormonproducerande maligna eller benigna tumörer som utgår från de neuroendokrina cellerna. Kardinalsymtom för sjukdomen är attacker av diarré, ansiktsrodnad och höjd hjärtslagsfrekvens; de kallas karcinoidsyndrom. Analys av 5-HIAA (5-hydroxyindolacetat), en hormonnedbrytningsprodukt, görs i urinen. Behandling är kirurgi, men behandling bestående av hormonblockerande ämnen kan också ges.
Karcinoid har varit det allmänna namnet på neuroendokrina tumörer men har ersatts av det senare. Speciellt förknippas karcinoider med neuroendokrina tumörer i tarmsystemet. 